# Paratettix gibbosulus
Paratettix gibbosulus är en insektsart som beskrevs av Günther, K. 1979. Paratettix gibbosulus ingår i släktet Paratettix och familjen torngräshoppor. Inga underarter finns listade i Catalogue of Life.